# Linha do Sado

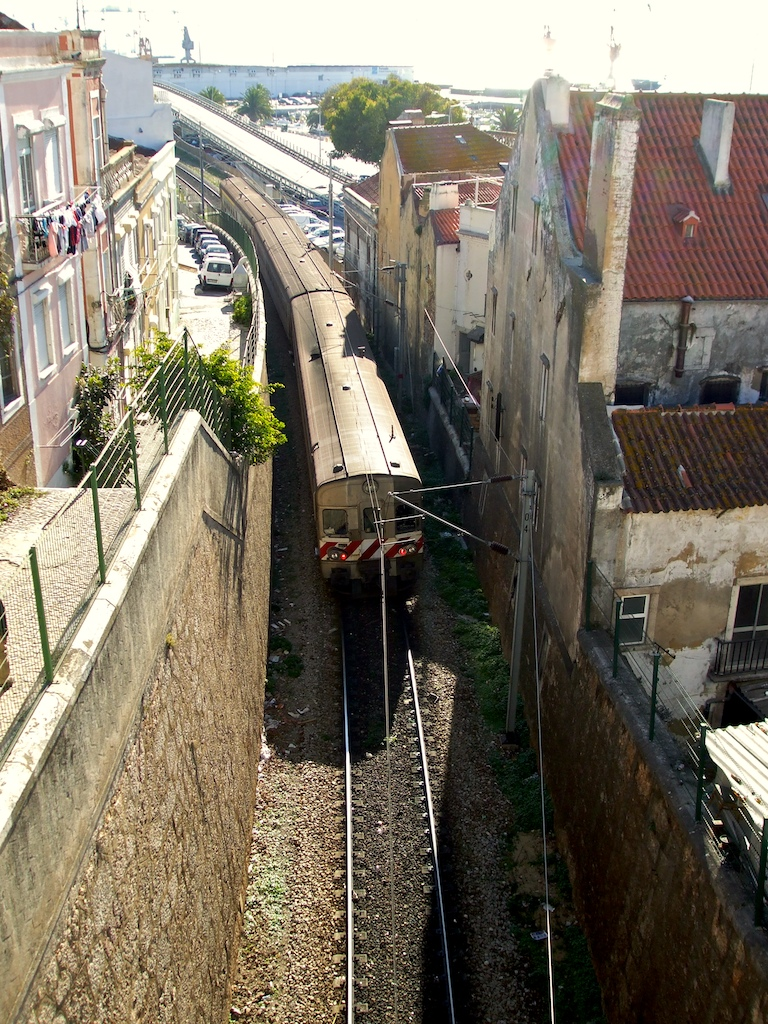
Comboio urbano 17264 em 2008, ainda a diesel, entrando no Túnel das Fontainhas (Setúbal), na Linha do Sul.

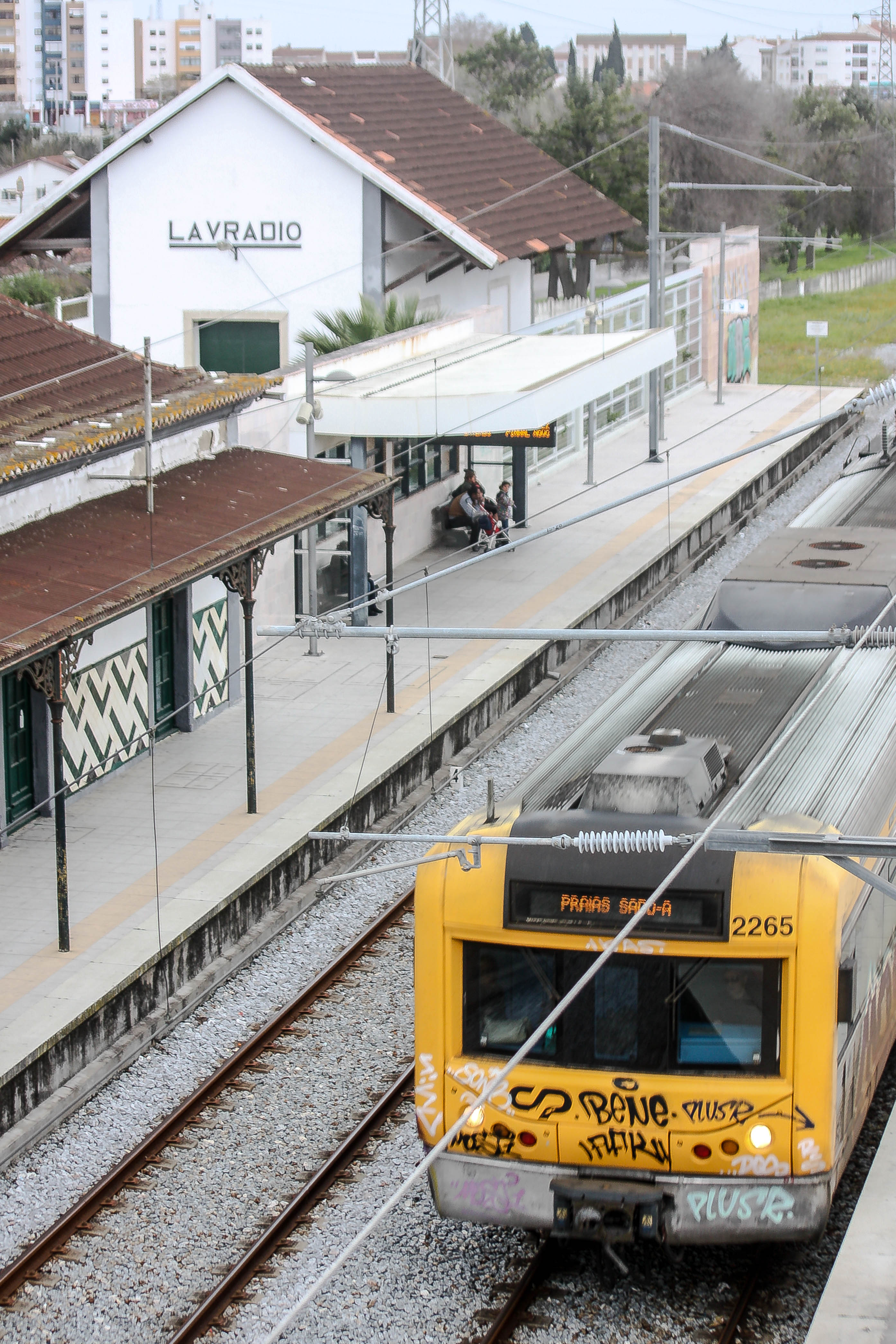
Comboio urbano efetuado pela UTE 2265, a dar entrada no Lavradio, em 2020.

A Linha do Sado é um dos quatro serviços da rede de comboios suburbanos da CP Urbanos de Lisboa, na Grande Lisboa, Portugal, com circulações entre Barreiro e Praias do Sado-A. No seu percurso, serve os concelhos de Barreiro, Moita, Palmela e Setúbal, sendo o único serviço de proximidade da CP na Península de Setúbal. É representada a azul nos diagramas dos serviços USGL.
Num lado, a linha dá ligação ao barco da Transtejo Soflusa que liga o Barreiro ao Terreiro do Paço, em Lisboa, enquanto que no outro lado, a ligação nas Praias do Sado-A dá acesso ao campus do Instituto Politécnico de Setúbal.

## História
Foi, até meados de 2008, o único serviço suburbano da Grande Lisboa movido a diesel, assegurado por composições automotoras triplas da série 0600/0650. 
A partir de 2008, foram substituídas por automotoras elétricas das séries 2300 e 2400 após o término da eletrificação da linha em 2008. 
Em julho de 2014, as automotoras 2300 e 2400 foram substituídas pelas automotoras da série 2240.

A partir de dezembro de 2024, as automotoras da série 2300 voltaram a esta linha, inicialmente operando conjuntamente com as 2240, substituindo-as completamente a partir de 15 de dezembro, aumentando a oferta da linha..

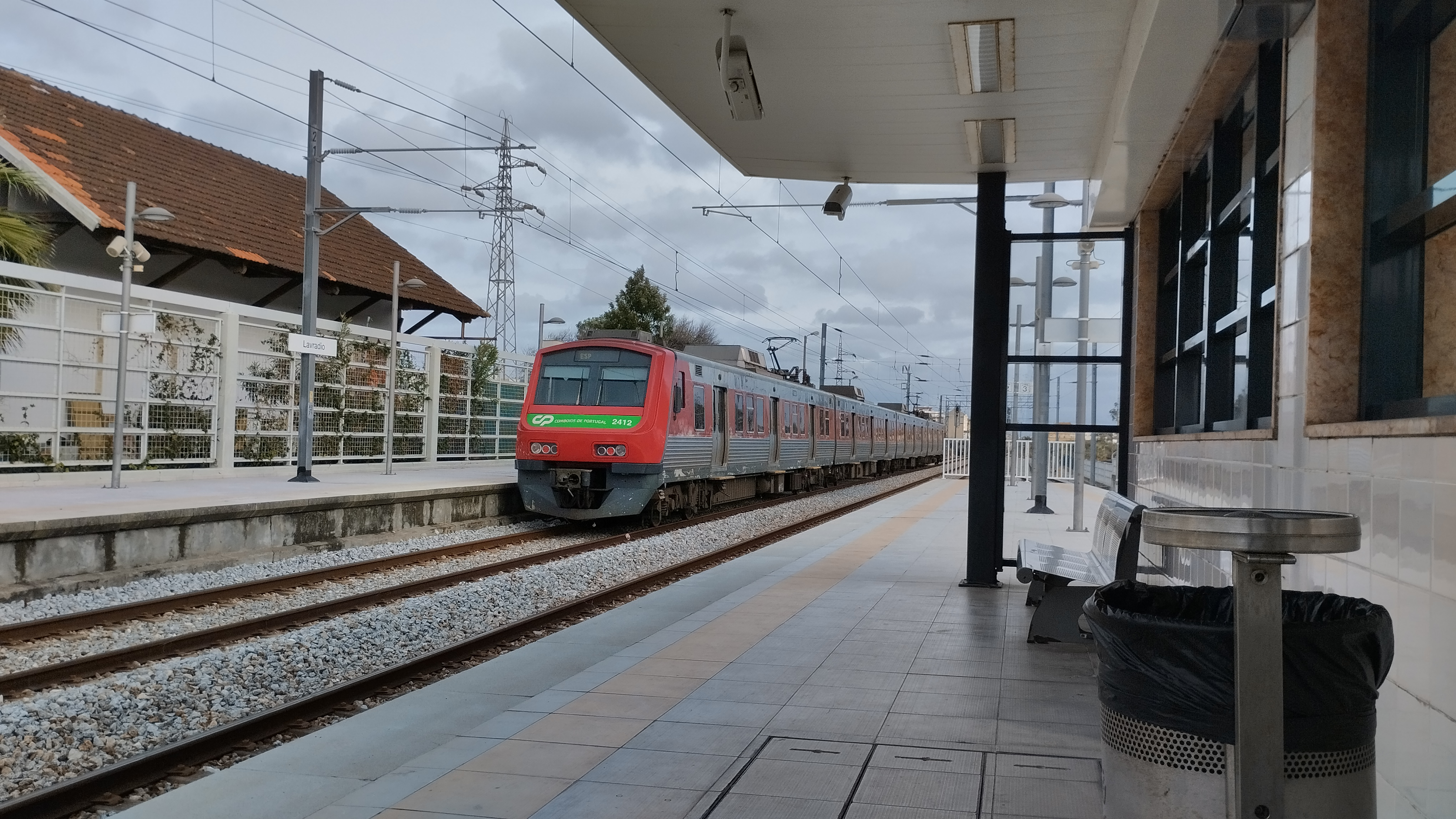
UTE 2412 da Série 2400 a sair do Lavradio, em 2025.

## Serviços
Em dados de 2025, usando troços da Linha do Alentejo (entre o Barreiro e Pinhal Novo) e da Linha do Sul (entre o Pinhal Novo e Praias do Sado-A), a Linha do Sado opera apenas com 1 serviço regular: Barreiro - Praias do Sado-A
Circula nos dias úteis normalmente a cada meia hora, enquanto aos fins-de-semana circula a cada hora. Efetua paragens em todas as estações e apeadeiros, constituindo a única ligação urbana dos suburbanos de Lisboa na Península de Setúbal. Nos primeiros e últimos horários, apenas faz o percurso Barreiro - Setúbal.
Aos dias úteis, circula entre as 05h08min (primeira saída em Setúbal) e as 00h29min (última saída no Barreiro e em Setúbal). Já aos fins-de-semana e feriados, circula entre as 05h40min (primeira saída nas Praias Sado-A) e as 00h29min (última saída no Barreiro). 
Na linha do Sul, o serviço circula em conjunto com os serviços da Fertagus no troço entre Pinhal Novo e Setúbal. Além dos serviços da Fertagus e CP Lisboa, a estação do Pinhal Novo é servida pelos serviços Alfa e Intercidades da CP.